# Хуан Сяовэй
Хуан Сяовэй (кит. 黄晓薇; род. май 1961 года) — китайский политический деятель Китайской Народной Республики, секретарь партийной группы, заместитель председателя и первый секретарь секретариата Всекитайской федерации женщин, заместитель директора и директор офиса рабочего комитета Государственного совета по делам женщин и детей. Она является членом 20-го ЦК Коммунистической партии Китая.
Ранее Хуан Сяовэй была членом Постоянного комитета Комиссии по проверке дисциплины при ЦК КПК, заместителем министра Министерства надзора, членом Постоянного комитета ЦК КПК провинции Шаньси, секретарем Комиссии по проверке дисциплины, заместителем секретаря провинциального комитета партии, секретарем Комитета по политическим и правовым вопросам, председателем КППК провинции Шаньси.

## Биография
Хуан (национальность — хань) родилась в Хайчэне провинции Ляонин (ныне город Хайчэн).
В июне 1983 году вступила в Коммунистическую партию Китая, а в августе окончила Северо-Восточный политехнический институт (в настоящее время Северо-Восточный университет), получив степень бакалавра технических наук.
Сразу по окончании института, начала карьеру в комиссии по проверке дисциплины офиса строительства партийного стиля и честности в городе Инкоу провинции Ляонин.
В октябре 1995 года — директор отдела строительства партийного стиля и честности муниципальной комиссии Инкоу по проверке дисциплины.
В марте 1996 года — избрана членом постоянного комитета районного комитета Чжаньцянь города Инкоу и секретарем районной комиссии по проверке дисциплины.
С мая 1998 года она занимала должность заместителя инспектора отдела и руководителя Главного управления Центральной комиссии по проверке дисциплины Коммунистической партии Китая.
В июне 2000 года стала директором отдела информации Главного управления Центральной комиссии по проверке дисциплины, а с июня 2003 года директором отдела общих вопросов.
В ноябре 2003 года она была переведена на должность заместителя директора Седьмого отдела проверки и надзора за дисциплиной Центральной комиссии по проверке дисциплины, а в ноябре 2007 года директором.
С октября 2012 года Хуан Сяовэй также выполняет обязанности заместителя министра Министерства надзора. В ноябре того же года она вошла в состав Постоянного комитета Центральной комиссии по проверке дисциплины.
30 сентября 2014 года, после массовых перестановок в партийном руководстве провинции Шаньси, Хуан была назначена секретарем комиссии по проверке дисциплины провинции
В октябре 2014 года она подала в отставку с поста заместителя министра Миннадзора. 11 октября 2016 года она была назначена заместителем секретаря комитета Коммунистической партии Китая провинции Шаньси, ответственным за борьбу с коррупцией и освобождена от должности секретаря комиссии провинции по проверке дисциплины.
В ноябре она одновременно занимала должность секретаря Политико-правового комитета губкома партии.
В октябре 2017 года она была избрана альтернативным членом ЦК 19-го созыва.
В январе 2018 года она была избрана членом 13-го Национального комитета Народного политического консультативного совета Китая. Через восемь месяцев она была переведена в Пекин, где стала секретарем партии, а в сентябре — первым заместителем председателя и первым секретарем секретариата Всекитайской федерации женщин.
В октябре 2022 года она была избрана членом 20-го ЦК Коммунистической партии Китая.